# 노사연
노사연(盧士燕, 1957년 4월 2일 ~ )은 대한민국의 가수다.

## 학력
- 1969년 화천국민학교 (졸업)
- 1972년 화천중학교 (졸업)
- 1975년 춘천여자고등학교 (졸업)
- 1981년 단국대학교 국어국문학과 (졸업)

## 생애
1957년 경상남도 창원에서 태어났다. 그녀의 부친 노양환은 마산 특무대에서 상사로 근무했을 당시 1950년 마산 보도연맹원 학살을 최일선에서 지휘한 핵심인물로 지목되고 있으나, 3.15의거를 거쳐 1962년 또는 1963년까지 마산에서 근무하다 강원도 화천으로 전근한 것으로 알려진다. (한국전쟁 전후 민간인 학살 마산유족회 자료집 참고)
육사 및 보병학교 출신이고 한국 전쟁에 참전한 공적이 있으며 대한민국 육군 대령으로 예편하였고 그녀는 어릴적에 경상남도 창원에서 경상남도 마산과 강원도 화천을 거쳐 강원도 춘천으로 이사하여 고등학교까지 학창 시절을 강원도에서 보냈다. 강원도 춘천여고를 졸업하고 단국대학교에서 국문학 학사학위를 받았다.
1978년에 '돌고 돌아가는 길'이란 노래로 제2회 문화방송 대학가요제에 출전, 금상을 수상했다. 1989년 발매된 2집 앨범 수록곡 〈만남〉이 큰 인기를 끌면서 1992년 MBC 10대 가수가요제 최고 인기상을 차지했다.
타고난 입담으로 남편인 이무송과 함께 라디오와 TV에 출연하여 만능 엔터테이터로 활동하고 있다. 2010년에는 가수로 데뷔한 지 27년 만에 연기자로도 변신하였다.
1989년 노사연의 2집에 수록된 곡으로 '만남'은 국민적인 사랑을 받으면서 탈북자들이 가장 좋아하는 인기곡으로 꼽혔다. 이미 고인된 김대중 전대통령을 비롯하여 정치인과 각계 저명인사들이 좋아하는 곡이지만 사연이 많거나 외롭고 힘든 소외된 계층에게 많은 인기를 얻고 있다. 2010년 3월에 인천 파워 오피니언 리더들이 가장 많이 즐겨 부르는 노래로 노사연의 '만남'인 것으로 조사됐다는 기사와 함께 이들이 애창곡을 꼽은 이유로 '좋은 노랫말'과 '사연' 등을 들기도 하였다. 이 곡은 후렴부 가사 때문에 개그의 소재로 되기까지 하였다.
그리고 1983년에 님 그림자를 발표했었고 2집 수록곡 만남은 91년에 <가요톱10>에서 5주 연속 1위를 차지해 골든컵을 수상했는데 그때 수상소감으로 "저희 작은 이모부(*최대석:만남의 작곡가) 에게 감사드립니다." 라고 말했다는 기록이 있다.

## 가족 관계
- 남편 이무송 (1959년 10월 10일 ~)
  - 아들 이동헌 (1995년 ~)
- 언니 노사봉 (1955년 ~)
- 이모 현미 (1938년 1월 28일 ~ 2023년 4월 4일)
- 이종사촌 고니 (1962년 1월 11일 ~)
- 이종사촌올케 원준희 (1967년 1월 19일 ~)
- 이종사촌 한상진 (1977년 12월 9일 ~)
- 작은이모부 최대석

## 가수 활동
- 2018년 "시작"
- 2015년 "바램"
- 2007년 "사랑"
- 2001년 "아무라도"
- 1994년 "여자"
- 1992년 "이 마음 다시 여기에"
- 1989년 "만남"
- 1983년 "님 그림자"
- 1978년 "돌고 돌아가는 길"

## 방송
- 2018년 JTBC 《히든싱어5》 패널
- 2018년 tvN 《수미네 반찬》
- 2018년 SBS 《동상이몽 2 - 너는 내 운명》
- 2012년 TV조선 《부부젤라》
- 2010년 SBS 《일요일이 좋다 - 영웅호걸》
- 2010년 MBC 《꿀단지》
- 2009년 SBS 《스타부부쇼 자기야》
- 2009년 KBS 드라마 《하하호호 부부유친》
- 2008년 KBS 《신동엽 신봉선의 샴페인》
- 2007년 MBC 에브리원 《장미의 전쟁》
- 2007년 KBS 《경제 비타민》
- 2007년 MBC 《7옥타브》
- 2004년 iTV 《노주현 노사연의 노노토크》
- 2004년 MBC 표준FM 《지상렬 노사연의 2시만세》
- 2003년 MBC 표준FM 《이택림 노사연의 즐거운 오후 2시》
- 1999년 KBS 《행복채널》
- 1999년 KBS 《TV는 사랑을 싣고》
- 1999년 KBS 《아침마당》
- 1997년 MBC 《기인열전》
- 1995년 KBS 《연예가 중계》
- 1995년 KBS 《생방송 아침을 달린다》
- 1995년 KBS 《설특집 톱스타 부부 최강전》
- 1995년 KBS 《토요일 7시가 좋다》
- 1994년 KBS 《아침마당 - 금요특강 평등한 부부의 조건》
- 1994년 KBS 《KBS빅쇼》
- 1994년 KBS 《열린음악회 - 국회의사당 편》
- 1994년 KBS 《올스타 청백전》
- 1994년 KBS 《열린음악회 - 여름맞이 특집》
- 1994년 KBS 《밤과 음악사이》
- 1994년 KBS 《열린음악회 - 공사창립 21주년 특집》
- 1994년 KBS 《열린음악회》
- 1994년 KBS 《체험 삶의 현장》
- 1994년 KBS 《심야에의 초대》
- 1993년 KBS 《앙케트쇼 유쾌한 청문회》
- 1993년 KBS 《퍼즐 특급열차》
- 1993년 KBS 《가요톱10》
- 1992년 MBC 표준FM 《김승현 노사연의 100분쇼》
- 1992년 KBS 《젊음의 행진 - 행진 이중창》
- 1992년 KBS 《11시에 만납시다》
- 1992년 MBC 《유쾌한 스튜디오》
- 1992년 KBS 《오늘같은 밤》
- 1991년 KBS 《전원집합 토요대행진 - 91가을사랑노래》
- 1991년 MBC 《여러분의 인기가요》
- 1991년 KBS 《젊음의 행진》
- 1991년 KBS 《전원집합 토요대행진》
- 1991년 KBS 《여의도공개홀》
- 1990년 MBC 《일요일 일요일 밤에》 - 배워봅시다(주병진, 노사연)
- 1989년 MBC 《일요일 일요일 밤에 - 비디오는 내친구》
- 1986년 KBS 《가요무대》
- 1983년 MBC 《영11》
- 1981년 KBS 《리듬81》
- 2020년 MBC every1 드라마 《제발 그 남자 만나지 마요》 - 한유진의 어머니 역 (특별출연)
- 2022년 MBN 《아트싱어》
- 2022년 E채널 《토요일은 밥이 좋아》

## CF
- 1984년 빙그레 맛나바(최병서와 공동출연)
- 1991년 코니카필름
- 1991년 알보젠코리아 호올스
- 1991년 LG생활건강 소프린(최주봉과 공동출연)
- 1991년 동아오츠카 화이브미니
- 1991년 아모레퍼시픽 빨래박사
- 1991년 네슈라화장품(궁선영과 공동출연)
- 1991년 웅진씽크빅 웅진아이큐(MBC 일밤 배워봅시다 팀으로 출연)
- 1992년 CJ헬스케어 식카린에스(김성찬과 공동출연)
- 1993년 유한양행 생위천
- 1993년 후지필름 후지수퍼200
- 1995년 한독약품 미야리산 아이지(남편 이무송과 아들 이동현과 공동출연)
- 2018년 일동제약 아로나민씨플러스

## 홍보 대사
- 2010년 바로연 홍보이사
- 2010년 용산세무서 홍보대사
- 2010년 고려대의과대학부속병원 홍보대사
- 2007년 은평천사원 홍보대사
- 2003년 한국원자력의학원 원자력병원 홍보대사

## 영화
- 1990년 《영심이》

## 수상 경력
- 2016년 제15회 대한민국 국회대상 대중음악부문[5]
- 2011년 제1회 올레-롯데 스마트폰 영화제 시상식 특별상
- 2010년 2010 SBS 연예대상 베스트 팀워크상[6]
- 2010년 제17회 대한민국연예예술상 연예예술발전공로상
- 2009년 MBC 브론즈 마우스상
- 2003년 MBC 연기대상 라디오부문 우수상
- 1992년 제7회 골든디스크 시상식 본상
- 1991년 MBC 10대 가수가요제 최고인기상
- 1991년 MBC 연기대상 라디오부문 최우수상
- 1991년 제6회 골든디스크 시상식 본상
- 1991년 하이원 서울가요대상 본상
- 1991년 MBC 방송대상 가수상
- 1978년 제2회 MBC 대학가요제 금상

### 가요 프로그램 1위
| 연도            | 수상 내역(총 12회) |
| --------------- | --- |
| 1991년(총 12회) | - 만남(총 12회) - 5월 31일 MBC 《여러분의인기가요》 1위 - 6월 7일 MBC 《여러분의인기가요》 1위 - 6월 14일 MBC 《여러분의인기가요》 1위 - 6월 19일 KBS 《가요톱텐》 1위 - 6월 21일 MBC 《여러분의인기가요》 1위 - 6월 26일 KBS 《가요톱텐》 1위 - 6월 28일 MBC 《여러분의인기가요》 1위 - 7월 3일 KBS 《가요톱텐》 1위 - 7월 5일 MBC 《여러분의인기가요》 1위 - 7월 10일 KBS 《가요톱텐》 1위 - 7월 17일 KBS 《가요톱텐》 1위 (5주 연속) (골든컵) - 7월 19일 MBC 《여러분의인기가요》 1위(통산 7주) |